# Carin Nilson
Carin Johanna Nilson, född 13 september 1884 i Styra, Östergötland, död 20 juni 1973 i Stockholm, var en svensk skulptör. Hon är begravd i Linköping.
Hon var dotter till inspektören Sigfrid Nilson och Hanna Seidlitz. Nilson studerade i New York 1922–23 och vid Gottfrid Larssons konstskola 1925–27 och som extraelev vid Konsthögskolan i Stockholm 1928–30 samt vid Académie Colarossi och för Charles Despiau, Henry Arnold och Antoine Bourdelle vid Académie de la Grande Chaumière i Paris samt under ett stort antal studieresor bland annat till Italien, Frankrike, Nederländerna, Tyskland, England och Belgien. 
Carin Nilson medverkade i samlingsutställningar med Östgöta konstförening, Sveriges allmänna konstförening och Föreningen Svenska Konstnärinnor. Bland hennes offentliga arbeten märks figurer i Herrberga kyrka, Normlösa kyrka och kapellet på Uppsala sjukhus. Hennes konst består av fontäner, fågelbad, porträtt, friskulpturer med religiöst betonade figurer samt dekorativa reliefer och fresker. Bland porträtten märks Alice Trolle på barnsjukhuset i Linköping, Nathan Söderblom i Vaksala och Haile Selassie i Addis Abeba. Nilsson är representerad vid Nationalmuseum, Östergötlands museum med ett självporträtt i marmor och American Swedish Historical Museum i Philadelphia, USA. Hon tilldelades Östgöta konstförenings stipendium 1928.